# Idiacanthus fasciola
Idiacanthus fasciola és una espècie de peix de la família dels estòmids i de l'ordre dels estomiformes.

## Morfologia
- Els mascles poden assolir 48,9 cm de longitud total.[2][3]

## Hàbitat
És un peix marí i d'aigües profundes que viu entre 0-2.000 m de fondària.

## Distribució geogràfica
Es troba a l'Atlàntic nord, l'Atlàntic sud (incloent-hi la Patagònia argentina), l'Índic, el Pacífic i el Mar de la Xina Meridional.